# Partido de los Libres Egipcios
El Partido de los Libres Egipcios (en árabe: حزب المصريين الأحرار Hizb Al-Masriyin Al-Ahrar) es un partido liberal egipcio, fundado después de la revolución egipcia de 2011. 
Es compatible con los principios de un orden político liberal, democrático y secular en el régimen post-Mubarak de Egipto.
El 3 de abril de 2011, el ingeniero y el magnate de los negocios, Naguib Sawiris, un copto egipcio, y un grupo de intelectuales y activistas políticos anunciaron la creación del partido y declaró que el programa, los objetivos y los principios básicos del partido. Otros miembros del partido prominentes incluyen el científico egipcio-estadounidense Farouk El-Baz, el poeta árabe egipcio revolucionario Ahmed Fouad Negm, el escritor Gamal al-Ghitani, y el empresario de las telecomunicaciones, Khaled Bichara.
En julio de 2011, de las luchas internas dentro del partido surgió una facción interna denominada "Grupo de los 17" acusó a la dirigencia nacional de los métodos no democráticos en la elección de los líderes locales en la provincia de Damietta y de tolerar los antiguos militantes del Partido Nacional Democrático, el partido gobernante del derrocado régimen de Mubarak, para unirse a las filas del Partido de Libres Egipcios. Cinco de los disidentes han sido excluidos del partido, y se han designado como "revoltosos" por los funcionarios del partido.
Desde su fundación el 16 de agosto de 2011, el Partido de los Libres Egipcios ha sido un componente integral del Bloque Egipcio, una amplia coalición electoral de oponerse a los Hermanos Musulmanes. El Bloque Egipcio ha hecho suya la causa de la defensa de la laicidad y la sociedad civil en Egipto.